# Piji (Dawe)
Piji is een bestuurslaag in het regentschap Kudus van de provincie Midden-Java, Indonesië. Piji telt 7831 inwoners (volkstelling 2010).